# Lipniki (powiat szczycieński)
Lipniki (niem. Lipnicken) – osada w Polsce położona w województwie warmińsko-mazurskim, w powiecie szczycieńskim, w gminie Jedwabno.
W latach 1975–1998 miejscowość należała administracyjnie do województwa olsztyńskiego.

## Dobra kultury[4]
- dawny dwór częściowo przebudowany, obora, chlewnia, stodoła
- cmentarz

Zobacz też: Lipniki, Lipniki Nowe, Lipniki Stare